# John Bell
John Bell (Edimburg, 12 de maig de 1763 - Roma, 15 d'abril de 1820) fou un cirurgià escocès, professor d'anatomia i de cirurgia a Edimburg i un dels caps de l'escola de cirurgia britànica de final del s XVIII. Va fer estudis sobre la musculatura llisa de l'urèter i sobre les tècniques de lligadura quirúrgica de les artèries.